# Apostolic Church of Queensland

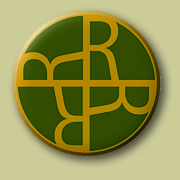
Logo

Die Apostolic Church of Queensland („apostolische Kirche von Queensland“) ist eine Freikirche in Australien, die ihre Wurzeln in der englischen Erweckungsbewegung der katholisch-apostolischen Gemeinden hat. Sie ist 1886 als eigenständige, in Queensland registrierte Organisation entstanden und keine Abspaltung von der Neuapostolischen Kirche. Seit 1956 ist sie mit verschiedenen anderen freien apostolischen Gemeinschaften in der Vereinigung Apostolischer Gemeinden zusammengeschlossen.
Das Logo der Kirche ist das 4R-Symbol. Die vier „R“s stehen für: RIGHT - ROYAL - RIGHTEOUS - RICH. Richtig in Bezug auf die biblischen Schriften, königlich in Bezug auf die Brautgemeinde Christi, rechtschaffen in Bezug auf die Teilhabe am Leib und Blut Christi und reich in Bezug auf die Zusagen Christi an seine Apostel.

## Entstehung
Von Australien aus begann ab 1995 eine andauernde Missionstätigkeit auf den Philippinen, die zur Gründung der Philippine United Apostolic Church mit aktuell 51 Gemeinden in 9 Bezirken führte. Am 16. Juni 2024 wurde im Hauptstadtdistrikt in Bulacan Bischof Jimmy B. Soriano von Apostel Clifford Flor mit dem Apostelamt betraut. Der südafrikanische Apostel PJ Erasmus nahm mit seiner Frau teil. Ebenso wird in Indien, Pakistan, Myanmar, Neuseeland, Kenia und Kanada missioniert bzw. Gemeindeaufbau betrieben. In Pakistan bestehen aktuell vier Bezirke mit 47 Gemeinden. Es gibt außerdem zwei Gemeinden in der Ukraine in Saporischschja und Dnipro.